# Krajowy Fundusz na rzecz Dzieci
Krajowy Fundusz na rzecz Dzieci (deutsch: Polnischer Kinderfonds), auch KFnrD, ist eine polnische Nichtregierungsorganisation, die polnische hochbegabte Kinder unterstützt. Sie wurde 1981 von Ryszard Rakowski und Jan Szczepański gegründet. Der Verein organisiert die polnische Nationalrunde des Wettbewerbes European Union Contest for Young Scientists.

## Stipendienprogramm
Die Organisation bietet Stipendien für Schüler an, die besonders gute Leistungen in Naturwissenschaften, Humanwissenschaften, in der Musik oder – in der Vergangenheit – im Ballett erbringen. Statt einer Finanzhilfe gibt der Verein den Schülern die Möglichkeit, an Vorträgen, Workshops, Camps und Forschungsprojekten mit berühmten Wissenschaftlern aus Polen und Europa teilzunehmen.
Die Mehrheit der wissenschaftlichen Camps und Workshops konzentriert sich auf die naturwissenschaftlichen Disziplinen. Für die meisten Workshops müssen sich die Schüler zuerst qualifizieren. Diese Camps und Workshops finden häufig an der Warschauer Universität, an der Polnische Akademie der Wissenschaften oder an der Jagiellonen-Universität statt.
Das wichtigste Ereignis der Organisation findet immer jedes Jahr am Ende Aprils statt – ein Camp in Serock. Die Teilnehmer haben die Möglichkeit, an Vorträgen und Workshops teilzunehmen, die sich auf ihre Interessen beziehen. Außerdem nehmen sie an Aktivitäten teil, die nicht mit einem bestimmten Fachgebiet verbunden sind: Sportspiele, psychologische Workshops, Filmprojektionen, Konzerte und Treffen mit Intellektuellen, die häufig tiefgreifende Themen der Philosophie, der Religion und der Entwicklung des Weltbildes betreffen.

## Vorlagen
- Piotr Migdał: Helping exceptionally gifted children in Poland. In: Scientia Crastina. 11. August 2016 (englisch).
- The gift In: The Warsaw Voice, 30. Oktober 2002 (englisch).
- Joanna Cieśla:  Lokata w genialne dzieci. Jak zdolny, to sobie poradzi? In: Polityka, 9. März 2010 (polnisch).